# Chiến dịch Nhện
Chiến dịch Nhện (tiếng Serbia-Croatia: Operacija Pauk, Операција Паук) là một nỗ lực kết hợp của Republika Srpska và Cộng hòa Serb Krajina để giành lại lãnh thổ của Tỉnh tự trị Tây Bosnia, vốn là đồng minh chủ chốt của tỉnh Serb. Chính quyền trung ương Bosnia trước đây đã tràn ngập và chiếm giữ lãnh thổ. Chiến dịch kết thúc trong một chiến thắng của người Serb và Tỉnh tự trị Tây Bosnia vẫn tồn tại cho đến khi đồng minh chủ chốt của Cộng hòa Serbia Krajina sụp đổ và kết thúc chiến tranh.